# Blue Man Group
Blue Man Group (МФА: [blu: mæn ɡruːp], англ. группа синих людей) — музыкальный коллектив из Нью-Йорка, основанный в 1987 году, выступления которого сопровождается визуальными представлениями в сценическом образе «синих инопланетян». Известны исполнением музыкальных произведений с использованием труб из поливинилхлорида, воздушных шпаг и других непривычных музыкальных инструментов.
В состав группы входят Мэтт Голдман, Фил Стантон и Крис Винк.
Основатели группы занимают административные посты в «Blue Man Productions» — компании, которая занимается организацией шоу группы.
Запись тура 2003 году с концертом «Complex Rock Tour» была выпущен на DVD. В 2006 году группа выступила со вторым туром «How to Be a Megastar Tour 2.0».

## Контракты на регулярные выступления
По состоянию на октябрь 2017 года.
- Нью-Йорк — театр Astor Place Theatre (с 1991 года по н. в.)
- Бостон — театр Charles Playhouse (с 1995 года по н. в.)
- Чикаго — театр Briar Street Theater (с 1997 года по н. в.)
- Берлин — театр Bluemax Theater (с 1 февраля 2006 по н. в.)
- Орландо — парк развлечений Universal Orlando (с 6 июня 2007 по н. в.)[4][5][6]
- Лас-Вегас — гостиница-казино «Луксор Лас-Вегас» (с 18 ноября 2015 по н. в.)